# The Big Sky – Der weite Himmel
The Big Sky – Der weite Himmel (Alternative Titel: Trapper am Missouri, Das Geheimnis der Indianerin) ist ein US-amerikanischer Western von Howard Hawks aus dem Jahr 1952. Das Drehbuch von Dudley Nichols basiert auf dem Roman The Big Sky von A. B. Guthrie jr. Der Film kam in Deutschland 1953 unter dem Titel Das Geheimnis der Indianerin, in Österreich als Der weite Himmel bzw. Die Flußpiraten vom Missouri in die Kinos.

## Handlung
Zusammen mit dem jungen Boone Caudill geht der Trapper Jim Deakins 1832 von Kentucky nach Westen. In St. Louis begeben sie sich auf die Suche nach Caudills Onkel Zeb Calloway, der sich einen Ruf als freier, vom Monopol der Missouri Fur Company unabhängiger, Pelzhändler erworben hat. Als sie wegen einer Kneipenrauferei eingesperrt werden, stoßen sie im Gefängnis auf Zeb. Nach ihrer Freilassung schließen sich die beiden der Handelsexpedition von Zeb und dem Franzosen `Frenchy´ Jourdonnais in einem Kielboot namens Mandan zweitausend Meilen den Missouri hinauf bis ins Gebiet der gefürchteten Blackfoot-Indianer an. An Bord befindet sich neben der Crew auch Teal Eye, die einst verschleppte Tochter eines Blackfoot-Häuptlings, die Zeb zu ihrem Stamm zurückbringen will. Unterwegs stoßen sie auf den kuriosen Einzelgänger Poordevil, ebenfalls ein Blackfoot, der mit ihnen zieht.
Die Expedition trotzt vielen Gefahren, die Männer schleppen, rudern, segeln und treideln das Schiff gegen die starke Strömung den Fluss hinauf, ständig fürchten sie Überfälle einer von der Fur Company angeheuerten Gang. Schließlich wird Teal Eye entführt und ein nächtlicher Brandanschlag auf das Boot verübt. Die Zerstörung kann jedoch gerade noch verhindert werden. Poordevil verfolgt die Spuren der Entführer, Caudill und Deakins befreien Teal Eye. Die Crow-Indianer zeigen tagelange Präsenz und beschießen schließlich das Boot. Bei den folgenden Kämpfen wird Jim Deakins an Land schwer verwundet und bleibt verschwunden, bis Boone, Teal Eye und Poordevil ihn finden und versorgen. Die Kugel aus seinem Bein wird später der Beweis dafür sein, dass die Männer der Fur Company bei dem Überfall der Crow, zu dem die Indianer auch von ihnen angestiftet wurden, mitgewirkt haben.
Kurz vor dem Ende der Expedition flieht Teal Eye – allerdings nur, um die Hilfe ihres Stammes zu holen. Die Blackfoot schleppen gemeinsam mit der Crew das Boot zu ihrem Lager. Es kommt zu einem umfangreichen Handel mit Pelzen zwischen den Blackfoot und den Weißen, bei dem die Indianer offensichtlich massiv übervorteilt werden. Boone verschwindet mit Teal Eye in ihrem Zelt und wird damit ihr Ehemann; nach langem Zögern entschließt er sich endlich, bei seiner Frau und den Blackfoot zu bleiben, während die übrigen Expeditionsteilnehmer in den Osten zurückreisen und in einem Jahr wiederkommen wollen.

## Kritik
Das Lexikon des internationalen Films beschreibt den Film als „spannenden Abenteuerfilm von überdurchschnittlichem Format, überzeugend in der Charakterzeichnung, mit grandiosen Landschaftsaufnahmen des Missouri-Gebietes. Meisterhaft in der kompletten Version vor allem, wie der Film die Konfrontation von Zivilisation und vermeintlicher Wildnis, von physischen und geistigen ‚Werten‘, von bindender Liebe und ungezügeltem Freiheitsdrang als Kampf antagonistischer Kräfte versinnbildlicht“.
Die Filmzeitschrift Cinema sieht in dem Film ein „mit herrlichen Landschaftsaufnahmen glänzendes Abenteuer“ und einen „prächtiger Klassiker“.
Die Variety bezeichnet den Film als gigantisches Landschafts-Epos, dessen Wirkung jedoch von der monumentalen Länge beeinträchtigt werde.
Auch A. H. Weiler von der New York Times bemängelt die Länge des Films. Dabei habe Howard Hawks die psychologische Tiefe der Pioniere nicht ausgelotet.

## Auszeichnungen
Der Film erhielt drei Nominierungen. Für den Oscar waren Arthur Hunnicutt als bester Nebendarsteller und Russell Harlan für die beste S/W-Kamera nominiert. Zudem wurde Howard Hawks für den Directors Guild of America Award nominiert.

## Hintergrund
Die Uraufführung fand am 6. August 1952 statt. In Deutschland erschien der Film erstmals am 15. Mai 1953 in einer um fast 50 Minuten gekürzten Fassung. Später wurde er auch unter den Titeln Das Geheimnis der Indianerin und Die Flußpiraten vom Missouri gezeigt. Am 2. November 1971 strahlte die ARD eine rekonstruierte Fassung mit einer Länge von 125 Minuten aus.
Gedreht wurde im Grand-Teton-Nationalpark in Wyoming.
Die literarische Vorlage des Films von A. B. Guthrie jr. war der erste Teil einer Trilogie. Der zweite Teil mit dem Titel The Way West wurde 1967 von Andrew V. McLaglen mit Kirk Douglas in der Hauptrolle verfilmt (deutscher Titel: Der Weg nach Westen). Der dritte Teil (These Thousand Hills) wurde schon 1959 von Richard Fleischer verfilmt.